# هارولد بارتون
هارولد بارتون (بالإنجليزية: Harold Barton)‏ (30 سبتمبر 1911 في المملكة المتحدة - 1969 بشفيلد في المملكة المتحدة) هو لاعب كرة قدم إنجليزي في مركز الهجوم. لعب مع برادفورد سيتي وشيفيلد وينزداي وشيفيلد يونايتد ونادي تشيسترفيلد ونادي ليفربول ولينكولن سيتي أف سي.

## وصلات خارجية
- هارولد بارتون على موقع قاعدة بيانات كرة القدم.إي يو (الإنجليزية)